# Eriodictyon
Genre
Classification APG III (2009)
Eriodictyon est un genre de plantes nord-américaines de la famille des Boraginaceae.

## Description
Les espèces sont des arbustes persistants, ramifiés et denses. Les parties de la plante sont glabres à laineuses ou glandulaires. Les feuilles alternes sont épaisses, pétiolées ou avec une marge foliaire lisse ou dentelée.
Il y a beaucoup de fleurs dans les inflorescences terminales et ramifiées. Les fleurs hermaphrodites sont quintuples avec un double périanthe. Les sépales inégaux ne grandissent ensemble qu'à leur base. Les pétales violets à pourpres ou blancs sont en forme d'entonnoir à tubulaires et surtout plus longs que les sépales. Les étamines commencent à la base du tube de la couronne et ne dépassent pas de la couronne. Deux carpelles poussent ensemble pour former un ovaire supérieur. Il y a deux à quatre ovules dans chaque chambre ovarienne.
Les fruits fendus se décomposent en quatre noix brun foncé à noires, ovoïdes, anguleuses à plus ou moins ailées.

## Répartition
La plupart des espèces se trouvent dans le sud-ouest des États-Unis et dans les régions adjacentes du Mexique. Une plus grande zone est peuplée par Eriodictyon angustifolium, qui s'étend dans le nord-est des États-Unis.

## Liste d'espèces
- Eriodictyon altissimum P.V.Wells
- Eriodictyon angustifolium Nutt.
- Eriodictyon californicum (Hook. & Arn.) Torr.
- Eriodictyon capitatum Eastw.
- Eriodictyon crassifolium Benth.
- Eriodictyon parryi (A.Gray) Greene
- Eriodictyon tomentosum Benth.
- Eriodictyon traskiae Eastw.
- Eriodictyon trichocalyx A.Heller